# Доннелл, Джефф
Джефф До́ннелл (англ. Jeff Donnell; 10 июля 1921, Уиндем, Мэн — 11 апреля 1988, Голливуд, Калифорния) — американская актриса кино и телевидения.

## Биография
Джин Мари Доннелл родилась 10 июля 1921 года в посёлке Саут-Уиндем (Камберленд, штат Мэн, США). Отца звали Гарольд, он был начальником (суперинтендантом) исправительной колонии для мальчиков в этом городке; мать звали Милдред, она работала школьной учительницей. У Джин Мари было две старшие сестры.
С детства девочка взяла себе прозвище Джефф в честь одного из главных героев (мужчины) своего любимого комикса «Матт и Джефф». Чтобы избежать гендерной путаницы, её иногда называли (и позднее указывали в титрах) как мисс Джефф Доннелл.
В 1938 году девушка окончила старшую школу Таусона (городок Таусон , штат Мэриленд), затем прошла обучение в школе Leland Powers School (в её названии в разное время присутствовали словосочетания «школа коммуникации», «радио, театра и телевидения», «театральная школа», «школа самовыражения», «устного слова», «ораторского искусства») в Бостоне, штат Массачусетс. После окончила Йельскую школу драмы.
В конце 1940 года 19-летняя Джефф вышла замуж за Билла Андерсона, преподавателя драматического искусства той самой школы Leland Powers School. Вместе они открыли небольшой театр в городке Рай (штат Нью-Гэмпшир). Именно там девушку «нашёл» «охотник за талантами» киностудии Columbia Pictures и предложил попробовать себя в кино. Доннелл согласилась, и они с мужем переехали в Лос-Анджелес.
С 1942 года девушка начала сниматься в кино, подписав пятилетний контракт с Columbia Pictures. Снималась достаточно много и постоянно в самых разных жанрах: комедиях (в основном), детективах, вестернах и мюзиклах. Основной актёрский образ, предложенный ей продюсерами: «типичный домашний сорванец», откровенная закадычная легкомысленная подруга гламурной инженю. Спустя несколько лет карьеры изредка начала играть и «гламурные роли». После окончания контракта Доннелл стала фрилансером на других студиях, играя преимущественно в малобюджетных боевиках. Большинство лент в её кинокопилке относятся к категории B. Почти сразу же с появлением телевидения, с 1951 года, стала также сниматься в телесериалах. Всего за 45 лет карьеры (1942—1987) Доннелл появилась в более чем 130 фильмах и сериалах.
Джефф Доннелл скончалась 11 апреля 1988 года в Лос-Анджелесе от неожиданного сердечного приступа (ей было 66 лет). В то время она уже продолжительное время играла заметную роль в мыльной опере «Главный госпиталь», поэтому сценаристам срочно пришлось придумывать легенду для зрителей: персонаж Стелла Филдс выиграла в лотерею и поэтому уволилась с работы.

### Личная жизнь
Джефф Доннелл была замужем четыре раза:
- Билл Андерсон, преподаватель драматического искусства из Leland Powers School. Брак заключён 25 декабря 1940 года, в 1952 году последовал развод. От брака остались двое детей, Финес (Майкл Финес(?); 1942 — ?) и Салли (Сара Джейн(?); 1948 — ?).
- Альдо Рэй[англ.] (1926—1991), актёр кино и телевидения. Брак заключён 30 сентября 1954 года, 16 октября 1956 года последовал развод[7].
- Джон Брикер. Брак заключён 1 сентября 1958 года, 10 марта 1964 года последовал развод.
- Рэдклифф Били. Брак заключён 28 февраля 1974 года, в 1975 году последовал развод.

## Избранная фильмография

### Широкий экран
- 1942 — Моя сестра Эйлин[англ.] / My Sister Eileen — Хелен Лумис
- 1942 — Бугимен доберётся до тебя[англ.] / The Boogie Man Will Get You — Винни Слейд
- 1942 — Незабываемая ночь[англ.] / A Night to Remember — Энн Стаффорд Карстэрс
- 1944 — Каролина Блюз[англ.] / Carolina Blues — Шарлотта Бартон
- 1945 — Сила Свистуна / The Power of the Whistler — Франси́
- 1946 — Ночной редактор / Night Editor — Марта Кокрейн
- 1946 — Призрачный вор / The Phantom Thief — Энн Дункан
- 1949 — Грубая сила[англ.] / Roughshod — Элейн
- 1949 — Беспечная жизнь[англ.] / Easy Living — Пенни МакКарр
- 1950 — В укромном месте / In a Lonely Place — Сильвия Николаи
- 1950 — Девушка из Fuller Brush[англ.] / The Fuller Brush Girl — Джейн Биксби
- 1950 — Иди тихо, незнакомец / Walk Softly, Stranger — Гвен
- 1951 — Три парня по имени Майк[англ.] — Элис Рейменд
- 1952 — Вор из Дамаска[англ.] / Thief of Damascus — Шахерезада
- 1952 — Привет, красотки![англ.] / Skirts Ahoy! — лейтенант Гифф
- 1952 — Потому что ты моя / Because You're Mine — Пэтти Уэйр
- 1953 — Синяя гардения / The Blue Gardenia — Салли Эллис
- 1953 — Итак, это любовь[англ.] / So This Is Love — Генриетта Ван Дайк
- 1953 — Медсестра на борту[англ.] / Flight Nurse — лейтенант Энн Филлипс
- 1957 — Стрелки Юбочного форта[англ.] / The Guns of Fort Petticoat — Мэри Уиллер
- 1957 — Цель назначения — 60 000[англ.] / Destination 60,000 — Рут Бакли
- 1957 — Сладкий запах успеха / Sweet Smell of Success — Салли
- 1957 — Мой слуга Годфри[англ.] / My Man Godfrey — Молли
- 1961 — Гиджет отправляется на Гавайи[англ.] / Gidget Goes Hawaiian — Дороти Лоренс
- 1962 (1963) — Железная дева[англ.] / The Iron Maiden — Мириам Фишер
- 1963 — Гиджет отправляется в Рим[англ.] / Gidget Goes to Rome — миссис Лоренс
- 1969 — Комик[англ.] / The Comic — медсестра
- 1970 — Тора! Тора! Тора! / Tora! Tora! Tora! — Корнелия

В титрах не указана
- 1944 — Жили-были[англ.] / Once Upon a Time — девушка из Бруклина
- 1944 — Мистер Уинкл идёт на войну[англ.] / Mr. Winkle Goes to War — сотрудница ООО
- 1945 — Тысяча и одна ночь[англ.] / A Thousand and One Nights — девушка в гареме (хурам)

### Телевидение
- 1953 — Кавалькада Америки[англ.] / Cavalcade of America — Энн Рутледж (в эпизоде New Salem Story)
- 1953 — Омнибус[англ.] / Omnibus — Хелен (в выпуске The Horn Blows at Midnight)
- 1953—1954 — Театр звёзд Шлица[англ.] / Schlitz Playhouse of Stars — разные роли (в 2 эпизодах)
- 1954 — Театр Форда[англ.] / Ford Theatre — Дорис (в эпизоде The Taming of the Shrewd)
- 1954—1962 — Час United States Steel[англ.] / The United States Steel Hour — разные роли (в 7 эпизодах)
- 1955 — Кульминация![англ.] / Climax! — Кэй Матесон (в эпизоде No Stone Unturned)
- 1956 — Театр 90[англ.] / Playhouse 90 — Сильвия (в эпизоде Sincerely, Willis Wade)
- 1957 — Мистер Адамс и Ева[англ.] / Mr. Adams and Eve — Адель (в эпизоде You Can't Go Home Again)
- 1960 — Шоу Энн Сотерн[англ.] / The Ann Sothern Show — Хелен (в эпизоде The Girls)
- 1960 — Шоу Дюпонта с Джун Эллисон[англ.] / The DuPont Show with June Allyson — Милли Мун (в эпизоде A Thief or Two)
- 1962 — Мистер Эд[англ.] / Mister Ed — Марта Харпер (в эпизоде Ed, the Matchmaker)
- 1962, 1964 — Перри Мейсон / Perry Mason — разные роли (в 2 эпизодах)
- 1964 — Диснейленд[англ.] / Disneyland — миссис Джерки (в 2 эпизодах)
- 1966 — Доктор Килдейр[англ.] / Dr. Kildare — Эвелин Дрисколл, медсестра (в 5 эпизодах)
- 1966 — Семейка Аддамс / The Addams Family — Элианор Дигби (в эпизоде Morticia, the Decorator)
- 1966 — Гиджет[англ.] / Gidget — Ханна (в эпизоде Take a Lesson)
- 1968 — Свекрови[англ.] / The Mothers-in-Law — Элейн (в эпизоде Herb's Little Helpers)
- 1968—1971 — Джулия[англ.] / Julia — миссис Беннетт (в 4 эпизодах)
- 1969 — Даниэль Бун[англ.] / Daniel Boone — Варна Монтгомери (в эпизоде A Tall Tale of Prater Beaseley)
- 1969, 1972 — ФБР / The F.B.I. — разные роли (в 2 эпизодах[англ.])
- 1970 — Няня и профессор[англ.] / Nanny and the Professor — миссис Уинслоу (в эпизоде Nanny Will Do)[8]
- 1970 — Мир Брэкена[англ.] / Bracken's World — Джоан Эллиот, киномонтажёр (в 2 эпизодах)
- 1970 — Медицинский центр[англ.] / Medical Center — миссис Херси (в эпизоде Witch Hunt)
- 1971 — Смелые: Новые доктора[англ.] / The Bold Ones: The New Doctors — Кляйн, медсестра (в эпизоде The Convicts[англ.])
- 1971—1972 — Шоу Джимми Стюарта[англ.] / The Jimmy Stewart Show — Агата Дуиггинс (в 3 эпизодах)
- 1971, 1973 — Любовь по-американски[англ.] / Love, American Style — разные роли (в 2 эпизодах)
- 1972 — Семья Партриджей / The Partridge Family — миссис Монахан (в эпизоде My Heart Belongs to a Two Car Garage)
- 1972 — Критическое положение![англ.] / Emergency! — Кэти (в эпизоде Crash[англ.])
- 1973 — Адам-12[англ.] / Adam-12 — миссис Джеймс Нельсон (в эпизоде O'Brien's Stand[англ.])
- 1973 — Барнаби Джонс[англ.] / Barnaby Jones — Джанет Госсетт (в эпизоде Sunday: Doomsday[англ.])
- 1973 — Детектив Кэннон[англ.] / Cannon — миссис Холт (в эпизоде The Seventh Grave)
- 1974 — Доктор Маркус Уэлби / Marcus Welby, M.D. — уборщица (в эпизоде Last Flight to Babylon[англ.])
- 1974—1975 — Полицейская история[англ.] / Police Story — разные роли (в 2 эпизодах)
- 1975 — Колчак: Ночной охотник[англ.] / Kolchak: The Night Stalker — Мора (в эпизоде The Knightly Murders)
- 1977 — Чико и человек[англ.] / Chico and the Man — Пегги Рэнделл (в эпизоде Matchmaker, Matchmaker)
- 1977 — Удивительный Человек-паук / The Amazing Spider-Man — тётушка Мэй Паркер (в эпизоде Spider-Man)
- 1978 — Шоу Боба Ньюхарта[англ.] / The Bob Newhart Show — Клара Хэклер (в эпизоде Freudian Ship)
- 1979 — Остров фантазий / Fantasy Island — миссис Хойт (в эпизоде The Cheerleaders / Marooned[англ.])
- 1979—1987 — Главный госпиталь / General Hospital — Стелла Филдс (в 39 эпизодах)